# Seven de Escocia 2008
El Seven de Escocia de 2008 fue la segunda edición del torneo escocés de rugby 7, fue el octavo y último torneo de la temporada 2007-08 de la Serie Mundial Masculina de Rugby 7.
Se disputó en la instalaciones del Murrayfield Stadium de Edimburgo.

## Fase de grupos

### Grupo A
| Equipo        | Encuentros | Encuentros | Encuentros | Encuentros | Tantos  | Tantos    | Tantos     | Puntos |
| Equipo        | jugados    | ganados    | empatados  | perdidos   | a favor | en contra | diferencia | Puntos |
| ------------- | ---------- | ---------- | ---------- | ---------- | ------- | --------- | ---------- | ------ |
| Nueva Zelanda | 3          | 3          | 0          | 0          | 94      | 12        | +82        | 9      |
| Inglaterra    | 3          | 1          | 1          | 1          | 51      | 38        | +13        | 6      |
| Rusia         | 3          | 1          | 1          | 1          | 36      | 74        | -38        | 6      |
| Portugal      | 3          | 0          | 0          | 3          | 12      | 69        | -57        | 3      |

Nota: Se otorgan 3 puntos al equipo que gane un partido, 2 al que empate y 1 al que pierda

### Grupo B
| Equipo    | Encuentros | Encuentros | Encuentros | Encuentros | Tantos  | Tantos    | Tantos     | Puntos |
| Equipo    | jugados    | ganados    | empatados  | perdidos   | a favor | en contra | diferencia | Puntos |
| --------- | ---------- | ---------- | ---------- | ---------- | ------- | --------- | ---------- | ------ |
| Sudáfrica | 3          | 2          | 1          | 0          | 58      | 52        | +6         | 8      |
| Escocia   | 3          | 1          | 1          | 1          | 71      | 46        | +25        | 6      |
| Argentina | 3          | 0          | 2          | 1          | 48      | 55        | -7         | 5      |
| Australia | 3          | 1          | 0          | 2          | 38      | 62        | -24        | 5      |

### Grupo C
| Equipo | Encuentros | Encuentros | Encuentros | Encuentros | Tantos  | Tantos    | Tantos     | Puntos |
| Equipo | jugados    | ganados    | empatados  | perdidos   | a favor | en contra | diferencia | Puntos |
| ------ | ---------- | ---------- | ---------- | ---------- | ------- | --------- | ---------- | ------ |
| Gales  | 3          | 3          | 0          | 0          | 79      | 28        | +51        | 9      |
| Samoa  | 3          | 2          | 0          | 1          | 62      | 46        | +16        | 7      |
| España | 3          | 1          | 0          | 2          | 36      | 65        | -29        | 5      |
| Canadá | 3          | 0          | 0          | 3          | 34      | 72        | -38        | 3      |

### Grupo D
| Equipo   | Encuentros | Encuentros | Encuentros | Encuentros | Tantos  | Tantos    | Tantos     | Puntos |
| Equipo   | jugados    | ganados    | empatados  | perdidos   | a favor | en contra | diferencia | Puntos |
| -------- | ---------- | ---------- | ---------- | ---------- | ------- | --------- | ---------- | ------ |
| Fiyi     | 3          | 3          | 0          | 0          | 132     | 14        | +118       | 9      |
| Francia  | 3          | 2          | 0          | 1          | 76      | 54        | +22        | 7      |
| Kenia    | 3          | 1          | 0          | 2          | 41      | 65        | -24        | 5      |
| Moldavia | 3          | 0          | 0          | 3          | 12      | 121       | -109       | 3      |

## Fase Final

### Cuartos de final
| 1 de junio | Nueva Zelanda | 36 - 14 | Escocia |  |  |

| 1 de junio | Fiyi | 10 - 17 | Samoa |  |  |

| 1 de junio | Gales | 19 - 10 | Francia |  |  |

| 1 de junio | Sudáfrica | 0 - 10 | Inglaterra |  |  |

### Semifinal
| 1 de junio | Nueva Zelanda | 14 - 0 | Samoa |  |  |

| 1 de junio | Gales | 0 - 7 | Inglaterra |  |  |

### Final
| 1 de junio | Nueva Zelanda | 24 - 14 | Inglaterra |  |  |

| Bandera de Nueva Zelanda |
| Campeón Nueva Zelanda    |
| 6º título del circuito   |